# Peter Gillis (ondernemer)
Peter Gillis (Rijen, 20 maart 1962) is een Nederlands ondernemer en investeerder. Hij was eigenaar van de Oostappen Groep Vakantieparken, een keten van recreatiebedrijven in Nederland en België. Zijn bedrijf leverde hem vanaf 2015 vier jaar op rij een vaste notering op in de Quote 500, de lijst met rijkste Nederlanders. In 2020 had Gillis een geschat vermogen van 40 miljoen euro. Hij heeft een realityserie op SBS6.

## Jeugd en opleiding
Gillis is opgegroeid op camping Kampzicht (nu bekend als d'n Mastendol) in Rijen. Zijn eerste vakantiebaan was bij een slagerij. Vervolgens ging hij naar de slagersvakschool. 

## Zaken
Toen in 1986 Camping en strandbad Oostappen in Asten te koop stond deed Gillis samen met zijn familie het hoogste bod: 4,25 miljoen gulden. Na twee jaar werd Gillis enige eigenaar van deze camping, die bekendstaat als Vakantiepark Prinsenmeer. Dit park vormde de basis van Oostappen Groep Vakantieparken. In 1998 kocht Peter Gillis zijn tweede park (Park Blauwe Meer in Lommel, België), en in 2000 nam hij Vakantiepark Droomgaard (Kaatsheuvel) en Vakantiepark Brugse Heide (Valkenswaard) over. Hierna volgden nog diverse overnames.
In 2024 droeg Peter Gillis het beheer van de negen Nederlandse vakantieparken van de Oostappen Groep over aan een nieuwe uitbater, van wie niet werd bekendgemaakt wie het is. Gillis behield wel de leiding over de vakantieparken in België, alsmede het eigendom over alle onroerende goederen in Nederland.

### Vuurwapen
In het kader van een onderzoek door de FIOD, werd in mei 2019 een aantal vakantieparken van de Oostappen Groep en het hoofdkantoor in Asten doorgelicht. Op het hoofdkantoor werd een vuurwapen aangetroffen. Begin 2020 stelde de rechter vast dat het daarbij om bijzondere omstandigheden ging, waarna Gillis slechts een voorwaardelijke boete werd opgelegd.

### Misstanden
In juni 2022 meldde het Eindhovens Dagblad na gesprekken met vijf burgemeesters en ca. 25 anderen dat Gillis arbeidsmigranten illegaal zou huisvesten en zonder vergunning zou bouwen en uitbreiden en horeca zou uitbaten. Naast arbeidsmigranten zouden anderen permanent in zijn parken wonen en bij niet tijdig betalen worden afgesloten van gas, water en licht. In 2020 werd een last onder dwangsom opgelegd om te stoppen met het illegaal huisvesten van arbeidsmigranten, wat meerdere malen werd vastgesteld. In augustus 2022 was nog niet voldaan aan de last, waarop de gemeente Peel en Maas aankondigde de dwangsom van één miljoen euro te gaan innen. Ook in een andere gemeente speelde dit.

### Fraude
Gillis is vervolgd voor belastingfraude. Op 15 april 2025 is hij hiervoor tot een celstraf van een jaar veroordeeld, waarvan zes maanden voorwaardelijk. De rechtbank acht bewezen dat hij minstens vijf jaar lang belastingfraude heeft gepleegd. Hij gaat in hoger beroep.

## Televisie
In 2017 was Gillis te zien in de WNL-documentaire Vakantie voor iedereen, die op 29 augustus 2017 werd uitgezonden op NPO 2. Vanaf 2020 is hij te zien in zijn eigen realityserie Familie Gillis: Massa is Kassa op SBS6. Op 11 juni 2022 was Gillis te zien in Het Jachtseizoen. Hij wist hier, samen met Rob Geus, te ontsnappen aan Giel, Thomas en Stefan van Stuktv.

## Quote 501
Gillis werd door Quote in 2019 niet in de Quote 500 opgenomen. Ook in 2020 werd hij niet in de Quote 500 opgenomen, omdat zijn vermogen onder de daarvoor gehanteerde grens van 95 miljoen euro zou blijven. Zijn toenmalige vriendin zette hierop het tijdschrift Quote 501 op, met Gillis op de omslag.

## Persoonlijk
Gillis is gescheiden en kreeg uit zijn huwelijk drie kinderen. Hij had 4,5 jaar lang een relatie met Nicol Kremers, maar de twee gingen begin 2023 uit elkaar. Sinds 2023 heeft hij een nieuwe vriendin, Wendy van Hout. Beide vrouwen treden met hem op in de realityserie Massa is Kassa.

## Biografie
In 2021 is een door Mark Koster geschreven biografie van Peter Gillis verschenen, getiteld Peter Gillis: Massa is kassa bij uitgeverij Vesper Publishing.